# Нотр-Дам-де-Чикаго
Нотр-Дам-де-Чикаго (англ. Notre Dame de Chicago) — католическая церковь в Нир-Вест-Сайде города Чикаго, штат Иллинойс.

## Описание
Франкоканадский архитектор Грегуар Вижен спроектировал церковь в неороманском стиле. В дизайне прослеживается сильное французское влияние, которое можно увидеть в планировке греческого креста, шатровых крышах и квадратных куполах, а также в акценте на высоте, который подчеркивают две главы и фонарь.

## История
Церковь была построена в 1889—1892 годах, заменив более раннюю церковь, построенную в 1865 году. В связи с уменьшением численности первоначальной французской общины, архиепархия Чикаго передала управление церковью Отцам Пресвятого Таинства в 1918 году. В 1926 году в церкви проходил Международный евхаристический конгресс. В январе 2019 года было объявлено, что приход будет объединен с близлежащей церковью Святого Семейства в рамках плана реконфигурации Чикагской архиепархии. Пастор обоих приходов будет совершать мессы в обоих местах, но базироваться в Нотр-Даме, а церковь Святого Семейства будет по-прежнему доступна для проведения специальных мероприятий и свадеб. Слияние вступило в силу в июле 2019 года.

## Значение
Являясь преемницей церкви Святого Людовика, первой французской церкви в Чикаго, Нотр-Дам-де-Чикаго представляет собой значительную часть истории французских иммигрантов в Чикаго. Церковь называют «лучшей сохранившейся достопримечательностью, связанной с французами в Чикаго» и «единственным сохранившимся французским памятником» в городе. Благодаря своей важности для истории французской общины и архитектурному значению, церковь была включена в Национальный реестр исторических мест 7 марта 1979 года.